# I'll be ok
«I'll be ok» —en español: «Estaré bien»—  es el sexto single de la banda británica McFly lanzado como segundo single de su también segundo álbum de estudio Wonderland el 15 de agosto de 2005 por la discográfica Island Records. Debutó en la primera posición de las listas británicas vendiendo 45.814 copias en su primera semana, convirtiéndose así, en el cuarto número uno de la banda en el Reino Unido.  
Una de las ediciones del sencillo en CD contiene como b-side una versión de «Pinball Wizard», una famosa canción de The Who, mientras que la otra incluye una canción llamada «No Worries» compuesta por Tom Fletcher y por los exintegrantes de Busted James Bourne y Charlie Simpson. Ambas canciones, fueron editadas y producidas en el estudio casero de música de Danny.

## Descripción
La canción, compuesta por tres miembros de la banda, Tom Fletcher, Danny Jones y Dougie Poynter, fue concebida en su inicio como dos temas diferentes, uno escrio por Tom y otro por Danny. Finalmente se decidió unir las mejores partes de cada tema para crear «I'll be ok» con la ayuda de Dougie. En una entrevista, Tom declaró que la canción «da a la gente un mensaje positivo, al decir que siempre hay que tranquilizarse, incluso cuando las cosas van mal».

## Vídeo musical
En el videoclip de «I'll be ok» se muestra a los miembros de la banda en situaciones de «mala suerte» pero siempre mostrando una actitud optimista, diciendo «estaré bien», mientras la música suena. 
- Harry se encuentra empapándose bajo la lluvia.
- Dougie está colgado en el borde de la cima de un rascacielos.
- Danny se encuentra en una habitación solo y deprimido.
- Tom está tirado en una acera, abandonado.

Estas imágenes se alternan con las de la banda actuando en una azotea. Se dice que el metraje está inspirado en «The Love of Richard Nixon» de Manic Street Preachers.

## Lista de canciones
| CD Single (Island MCSTD40428) |              |          |  |
| N.º                           | Título       | Duración |  |
| 1.                            | «I'll be ok» | 3:29     |  |
| 2.                            | «No Worries» | 4:13     |  |

| Maxi Single (Island MCSXD40428) |                                         |          |  |
| N.º                             | Título                                  | Duración |  |
| 1.                              | «I'll be ok»                            | 3:29     |  |
| 2.                              | «Nothing»                               | 3:50     |  |
| 3.                              | «Pinball Wizard» (home recording audio) | 2:59     |  |
| 4.                              | «I'll be ok» (vídeo)                    | 3:29     |  |
| 5.                              | «Home Footage - Danny's Disco»          |          |  |

| DVD Single (Island MCSVD40428) |                                                 |          |  |
| N.º                            | Título                                          | Duración |  |
| 1.                             | «I'll be ok» (audio)                            | 3:29     |  |
| 2.                             | «All About You» (audio)                         | 3:09     |  |
| 3.                             | «Pinball Wizard» (Home Studio Footage)          | 2:59     |  |
| 4.                             | «All About You» (videoclip)                     | 3:29     |  |
| 5.                             | «Home Footage - Dougie with Zookie, his lizard» |          |  |

| EP Digital |              |          |  |
| N.º        | Título       | Duración |  |
| 1.         | «I'll Be OK» | 3:29     |  |
| 2.         | «No Worries» | 4:13     |  |

## Posicionamiento en las listas de ventas
| Lista de ventas            | Posición más alta |
| -------------------------- | ----------------- |
| UK Singles Chart           | 1                 |
| Irish Singles Chart        | 8                 |
| UK Chart of the Year 2005  | 52                |
| Billboard European Hot 100 | 6                 |

| Predecesor: «You're Beautiful» de James Blunt | Top 75 Singles — Sencillo N.º 1 27 de agosto de 2005 – 2 de septiembre de 2005 (1 semana) | Sucesor: «The Importance of Being Idle» de Oasis |